# Kiara Belen
Kiara Belen, född 16 mars 1990 i Las Vegas, Nevada, är en amerikansk fotomodell. Hon blev känd år 2012 då hon var med i den nittonde säsongen av America's Next Top Model där hon kom på en andraplats efter vinnaren Laura James.